# باشگاه فوتبال سانتا فه
باشگاه فوتبال سانتا فه یک باشگاه فوتبال در کلمبیا است که در سال ۱۹۴۱ تأسیس شده‌است.
این باشگاه در شهر بوگوتا قرار دارد و هم‌اکنون در لیگ برتر فوتبال کلمبیا بازی می‌کند.
تیم سانتافه تاکنون ۸ بار قهرمان لیگ برتر فوتبال کلمبیا و ۲ بار قهرمان جام لیبرتاد